# Melody Harris-Jensbach
Melody Harris-Jensbach (* 1961) ist eine amerikanisch-südkoreanische Managerin. Sie lebt seit 1986 in Deutschland.

## Werdegang
Sie studierte an der Parsons School of Design in New York. Durch ihre Ehe kam Melody Harris-Jensbach 1986 nach Deutschland, wo sie zunächst bei den Labels Cartoon und Triangle in Neuss tätig war. Danach übernahm sie Verantwortung bei Viventy by Bernd Berger, eine Modemarke aus Hennef. 1993 wurde sie Chefdesignerin der Escada-Tochter Laurèl, dann wechselte sie zu Fink in Darmstadt.
1998 ging Harris-Jensbach als Design-Direktor für Damenbekleidung zum Mode-Unternehmen Esprit de Corp. Ab 2003 übernahm sie die Verantwortung als International Product Manager Woman. Seit 2005 führte sie das größte Segment der Esprit Holding, die weltweite Division Frauen-Freizeitbekleidung.
Puma gab im Juni 2007 bekannt, dass Harris-Jensbach mit Wirkung zum 1. Januar 2008 zum Mitglied des Vorstandes bestellt werde. Sie folgte Martin Gänsler und übernahm die Verantwortung für die Bereiche Produkt, Produktentwicklung, Design, Business Unit Management und die weltweite Beschaffung für das Retail-Geschäft des Unternehmens. Sie war damit erste weibliche Vize-Chefin eines deutschen Aktienunternehmens. Im Juli 2011 teilte Puma mit, dass Harris-Jensbach das Unternehmen verlasse. Seit dem 9. Januar 2012 war sie wieder bei Esprit Holdings als Chief Product & Design Officer. Nach fast zwei Jahren bei Esprit kündigte Harris-Jensbach zum 31. Oktober 2013. Sie wird allerdings noch bis Mitte 2014 als Beraterin für den Modekonzern tätig sein.
Seit Ende 2014 ist Harris-Jensbach die Vorstandsvorsitzende des in Idstein ansässigen Outdoorbekleiders Jack Wolfskin.